# ŠK Slavia Donji Daruvar
ŠK Slavia je bivši nogometni klub iz Donjeg Daruvara. 
Bio je divlji klub.

## Povijest
Klub je osnovala češka manjina u Donjem Daruvaru 23. svibnja 1934. godine. Klub je nastao spajanjem Udruženja mladeži i Sportske sekcije. Klub je imao jednake dresove i boje kao Slavia Prag.
Za potrebe kluba je izgrađeno manje nogometno igralište pokraj češke škole u Daruvaru. Slavia je uglavnom igrala svoje utakmice s neregistriranim klubovima iz okoline. Krajem listopada 1940. klub je ugašen.

### Članci
- Ambroš, Davor. 2022. Prvi daruvarski nogometni klubovi. Zbornik Janković. Ogranak Matice hrvatske u Daruvaru. Daruvar. 6 (7): 49–76